# أولاد بن طيطة (بني مجدول)
أولاد بن طيطة هو دُوَّار يقع بجماعة أولاد زباير، إقليم تازة، جهة فاس مكناس في المملكة المغربية. ينتمي الدوّار لمشيخة بني مجدول التي تضم 15 دوار. يقدر عدد سكانه بـ 834 نسمة حسب الإحصاء الرسمي للسكان والسكنى لسنة 2004.

## روابط خارجية
- البوابة الوطنية للجماعات الترابية
- المندوبية السامية للتخطيط